# Henric Åkesson
Henric Åkesson, född 12 juni 1860 i Södra Mellby socken i Kristianstads län, död där 26 mars 1933, skapade Sveriges första yrkesmässiga fruktodling på Karakås utanför Kivik. När Åkesson planterade de första fruktträden 1888 lade han även grunden för företaget Kiviks musteri.. 
Till sin hjälp hade han Carl Ekenstam som var länsträdgårdsmästare i Kristianstads län.
Odlingen blev startskottet för fruktindustrin på Österlen och idag ligger 80 procent av alla Sveriges äppelodlingar i trakterna kring Kivik. Äppelodlingarna är kanske det som turisterna förknippar allra mest med Österlen och numera är Äppelmarknaden i Kivik ett av Skånes största arrangemang.
Tack vare äppelodlingarna har det skapats andra fristående företag inom fruktindustrin på Österlen, däribland Äppelriket i Kivik som sorterar 15 miljoner kg äpplen årligen av Sveriges totala skörd på 25 miljoner kg. I Vitaby ligger även fruktsorteringsföretaget Fruktodlarna.
Henrik Åkesson var son till skepparen Anders Åkesson och hans hustru Hanna Larsdotter. Han var bror till Johannes Åkesson och far till Olof Åkesson.